# Tour de France 2025/8. Etappe
Die 8. Etappe der Tour de France 2025 fand am 12. Juli 2025 statt und führte die 112. Austragung des französischen Etappenrennens zurück in Richtung Osten. Von Saint-Méen-le-Grand, dem Geburtsort des dreifachen Toursiegers Louison Bobet, ging es auf großteils flachen Straßen nach Laval, wo der 171,4 Kilometer lange Abschnitt auf einer leicht ansteigenden Zielgerade beim Espace Mayenne endete. Nach der Zielankunft hatten die Fahrer insgesamt 1349,4 Kilometer absolviert, was 40,42 % der Gesamtdistanz entsprach.

## Streckenführung
Der neutralisierte Start erfolgte in Saint-Méen-le-Grand bevor das Rennen auf der D125 in der Gemeinde Saint-Onen-la-Chapelle freigegeben wurde.
Nach dem offiziellen Start führte die Strecke über Boisgervilly und Montauban-de-Bretagne, ehe die Fahrer der D28 weiter in Richtung Osten folgten. Dabei ging es über Romillé und Gévezé nach Melesse. Nachdem Rennes im Norden passiert wurde, ging es über Chasné-sur-Illet, Liffré, La Bouëxière und Champeaux nach Vitré, wo der Zwischensprint bei Kilometer 85,5 erfolgte. Die Fahrtrichtung drehte dann vermehrt gen Süden und es wurdenArgentré-du-Plessis, Cuillé, Ballots und Craon durchfahren. Bei Laigné bogen die Fahrer links auf die D10 ab, der sie bis Quelaines-Saint-Gault folgten. Im Anschluss ging es auf der D1 nach Nuillé-sur-Vicoin. Im Norden der Ortschaft wurde mit der Côte de Nuillé-sur-Vicoin (96 m) eine Bergwertung der 4. Kategorie ausgefahren, die auf einer Länge von 900 Metern eine durchschnittliche Steigung von 3,8 % aufwies. Sie wurde 16,4 Kilometer vor dem Ziel passiert, ehe es über L’Huisserie zum Zielort Laval ging.
Im Stadtgebiet von Laval querten die Fahrer die Mayenne über die Pont d’Avesnières, bevor sie nach einer technischen Kurven-Kombination auf den Quai Paul Boudet gelangten. Vorbei am Château de Laval und dem Viaduc de Laval ging es dann auf geraden Straßen bis zur Kreuzung mit der D900. Die Fahrer bogen dort rechts auf die breitere Straße ab und folgten dieser bis zu einem großen Kreisverkehr, wo sie rund 2,7 Kilometer vor dem Ziel eine Wende absolvierten. Dann ging es auf der D900 Richtung nach Westen und über die Pont de Pritz zum Espace Mayenne. Die letzten 1300 Meter stiegen dabei leicht an, wobei sich die Ziellinie ebenfalls auf der D900 befand.
|                            | Ort                           | Kilometer | Länge (km) | Höhe (m) | Ø Steigung | max. Steigung |
| -------------------------- | ----------------------------- | --------- | ---------- | -------- | ---------- | ------------- |
| neutralisierter Start      | Saint-Méen-le-Grand           |           |            |          |            |               |
| offizieller Start          | Saint-Onen-la-Chapelle (D125) | 0         |            |          |            |               |
| Zwischensprint             | Vitré                         | 85,5      |            |          |            |               |
| Bergwertung (4. Kategorie) | Côte de Nuillé-sur-Vicoin     | 155       | 0,9        | 96       | 3,8 %      | unbekannt     |
| Ziel                       | Laval                         |           |            |          |            |               |

## Ergebnis
| \| Etappenergebnis \| Etappenergebnis \| Etappenergebnis \| Etappenergebnis \| Etappenergebnis \| \| Fahrer \| Fahrer \| Land \| Team \| Zeit \| \| --------------- \| ------------------------ \| --------------- \| -------------------------- \| --------------- \| \| 1. \| Jonathan Milan \| Italien \| Lidl-Trek \| 3 h 50 min 26 s \| \| 2. \| Wout van Aert \| Belgien \| Team Visma \\| Lease a Bike \| + 0 s \| \| 3. \| Kaden Groves \| Australien \| Alpecin-Deceuninck \| + 0 s \| \| 4. \| Pascal Ackermann \| Deutschland \| Israel-Premier Tech \| + 0 s \| \| 5. \| Arnaud De Lie \| Belgien \| Lotto \| + 0 s \| \| 6. \| Tobias Lund Andresen \| Dänemark \| Team Picnic-PostNL \| + 0 s \| \| 7. \| Bryan Coquard \| Frankreich \| Cofidis \| + 0 s \| \| 8. \| Alberto Dainese \| Italien \| Tudor Pro Cycling Team \| + 0 s \| \| 9. \| Vincenzo Albanese \| Italien \| EF Education-EasyPost \| + 0 s \| \| 10. \| Stian Edvardsen-Fredheim \| Norwegen \| Uno-X Mobility \| + 0 s \| |                          |             |                            |                 |
| |                          |             |                            |                 |
| Quellen: ProCyclingStats Cycling Quotient |                          |             |                            |                 |
| Etappenergebnis |                          |             |                            |                 |
| Fahrer | Fahrer                   | Land        | Team                       | Zeit            |
| 1. | Jonathan Milan           | Italien     | Lidl-Trek                  | 3 h 50 min 26 s |
| 2. | Wout van Aert            | Belgien     | Team Visma \| Lease a Bike | + 0 s           |
| 3. | Kaden Groves             | Australien  | Alpecin-Deceuninck         | + 0 s           |
| 4. | Pascal Ackermann         | Deutschland | Israel-Premier Tech        | + 0 s           |
| 5. | Arnaud De Lie            | Belgien     | Lotto                      | + 0 s           |
| 6. | Tobias Lund Andresen     | Dänemark    | Team Picnic-PostNL         | + 0 s           |
| 7. | Bryan Coquard            | Frankreich  | Cofidis                    | + 0 s           |
| 8. | Alberto Dainese          | Italien     | Tudor Pro Cycling Team     | + 0 s           |
| 9. | Vincenzo Albanese        | Italien     | EF Education-EasyPost      | + 0 s           |
| 10. | Stian Edvardsen-Fredheim | Norwegen    | Uno-X Mobility             | + 0 s           |

## Gesamtstände
| \| Gesamtwertung \| Gesamtwertung \| Gesamtwertung \| Gesamtwertung \| Gesamtwertung \| \| Fahrer \| Fahrer \| Land \| Team \| Zeit \| \| ------------- \| -------------------- \| ---------------------- \| -------------------------- \| ---------------- \| \| 1. \| Tadej Pogačar \| Slowenien \| UAE Team Emirates XRG \| 29 h 48 min 30 s \| \| 2. \| Remco Evenepoel \| Belgien \| Soudal Quick-Step \| + 54 s \| \| 3. \| Kévin Vauquelin \| Frankreich \| Arkéa-B&B Hotels \| + 1 min 11 s \| \| 4. \| Jonas Vingegaard \| Dänemark \| Team Visma \\| Lease a Bike \| + 1 min 17 s \| \| 5. \| Mathieu van der Poel \| Niederlande \| Alpecin-Deceuninck \| + 1 min 29 s \| \| 6. \| Matteo Jorgenson \| Vereinigte Staaten \| Team Visma \\| Lease a Bike \| + 1 min 34 s \| \| 7. \| Oscar Onley \| Vereinigtes Königreich \| Team Picnic-PostNL \| + 2 min 49 s \| \| 8. \| Florian Lipowitz \| Deutschland \| Red Bull-Bora-Hansgrohe \| + 3 min 02 s \| \| 9. \| Primož Roglič \| Slowenien \| Red Bull-Bora-Hansgrohe \| + 3 min 06 s \| \| 10. \| Mattias Skjelmose \| Dänemark \| Lidl-Trek \| + 3 min 43 s \| |                      |                        |                            |                  |
| |                      |                        |                            |                  |
| Quellen: ProCyclingStats Cycling Quotient |                      |                        |                            |                  |
| Gesamtwertung |                      |                        |                            |                  |
| Fahrer | Fahrer               | Land                   | Team                       | Zeit             |
| 1. | Tadej Pogačar        | Slowenien              | UAE Team Emirates XRG      | 29 h 48 min 30 s |
| 2. | Remco Evenepoel      | Belgien                | Soudal Quick-Step          | + 54 s           |
| 3. | Kévin Vauquelin      | Frankreich             | Arkéa-B&B Hotels           | + 1 min 11 s     |
| 4. | Jonas Vingegaard     | Dänemark               | Team Visma \| Lease a Bike | + 1 min 17 s     |
| 5. | Mathieu van der Poel | Niederlande            | Alpecin-Deceuninck         | + 1 min 29 s     |
| 6. | Matteo Jorgenson     | Vereinigte Staaten     | Team Visma \| Lease a Bike | + 1 min 34 s     |
| 7. | Oscar Onley          | Vereinigtes Königreich | Team Picnic-PostNL         | + 2 min 49 s     |
| 8. | Florian Lipowitz     | Deutschland            | Red Bull-Bora-Hansgrohe    | + 3 min 02 s     |
| 9. | Primož Roglič        | Slowenien              | Red Bull-Bora-Hansgrohe    | + 3 min 06 s     |
| 10. | Mattias Skjelmose    | Dänemark               | Lidl-Trek                  | + 3 min 43 s     |

| Punktewertung | Punktewertung        | Punktewertung          | Punktewertung              | Punktewertung |
| Fahrer        | Fahrer               | Land                   | Team                       | Punkte        |
| ------------- | -------------------- | ---------------------- | -------------------------- | ------------- |
| 1.            | Jonathan Milan       | Italien                | Lidl-Trek                  | 182 P.        |
| 2.            | Tadej Pogačar        | Slowenien              | UAE Team Emirates XRG      | 156 P.        |
| 3.            | Biniam Girmay        | Eritrea                | Intermarché-Wanty          | 124 P.        |
| 4.            | Mathieu van der Poel | Niederlande            | Alpecin-Deceuninck         | 108 P.        |
| 5.            | Anthony Turgis       | Frankreich             | Team TotalEnergies         | 93 P.         |
| 6.            | Tim Merlier          | Belgien                | Soudal Quick-Step          | 89 P.         |
| 7.            | Jonas Vingegaard     | Dänemark               | Team Visma \| Lease a Bike | 80 P.         |
| 8.            | Kaden Groves         | Australien             | Alpecin-Deceuninck         | 60 P.         |
| 9.            | Remco Evenepoel      | Belgien                | Soudal Quick-Step          | 56 P.         |
| 10.           | Oscar Onley          | Vereinigtes Königreich | Team Picnic-PostNL         | 56 P.         |

| Bergwertung | Bergwertung      | Bergwertung        | Bergwertung                | Bergwertung |
| Fahrer      | Fahrer           | Land               | Team                       | Punkte      |
| ----------- | ---------------- | ------------------ | -------------------------- | ----------- |
| 1.          | Tim Wellens      | Belgien            | UAE Team Emirates XRG      | 8 P.        |
| 2.          | Tadej Pogačar    | Slowenien          | UAE Team Emirates XRG      | 7 P.        |
| 3.          | Ben Healy        | Irland             | EF Education-EasyPost      | 4 P.        |
| 4.          | Jonas Vingegaard | Dänemark           | Team Visma \| Lease a Bike | 4 P.        |
| 5.          | Ewen Costiou     | Frankreich         | Arkéa-B&B Hotels           | 3 P.        |
| 6.          | Michael Storer   | Australien         | Tudor Pro Cycling Team     | 3 P.        |
| 7.          | Quinn Simmons    | Vereinigte Staaten | Lidl-Trek                  | 2 P.        |
| 8.          | Lenny Martinez   | Frankreich         | Bahrain Victorious         | 2 P.        |
| 9.          | Benjamin Thomas  | Frankreich         | Cofidis                    | 2 P.        |
| 10.         | Kévin Vauquelin  | Frankreich         | Arkéa-B&B Hotels           | 1 P.        |

| Nachwuchswertung | Nachwuchswertung  | Nachwuchswertung       | Nachwuchswertung        | Nachwuchswertung |
| Fahrer           | Fahrer            | Land                   | Team                    | Zeit             |
| ---------------- | ----------------- | ---------------------- | ----------------------- | ---------------- |
| 1.               | Remco Evenepoel   | Belgien                | Soudal Quick-Step       | 29 h 49 min 24 s |
| 2.               | Kévin Vauquelin   | Frankreich             | Arkéa-B&B Hotels        | + 17 s           |
| 3.               | Oscar Onley       | Vereinigtes Königreich | Team Picnic-PostNL      | + 1 min 55 s     |
| 4.               | Florian Lipowitz  | Deutschland            | Red Bull-Bora-Hansgrohe | + 2 min 08 s     |
| 5.               | Mattias Skjelmose | Dänemark               | Lidl-Trek               | + 2 min 49 s     |
| 6.               | Ben Healy         | Irland                 | EF Education-EasyPost   | + 3 min 01 s     |
| 7.               | Carlos Rodríguez  | Spanien                | Ineos Grenadiers        | + 3 min 57 s     |
| 8.               | Romain Grégoire   | Frankreich             | Groupama-FDJ            | + 9 min 58 s     |
| 9.               | Jenno Berckmoes   | Belgien                | Lotto                   | + 10 min 29 s    |
| 10.              | Axel Laurance     | Frankreich             | Ineos Grenadiers        | + 18 min 44 s    |

| Mannschaftswertung | Mannschaftswertung              | Mannschaftswertung           | Mannschaftswertung |
| Team               | Team                            | Land                         | Zeit               |
| ------------------ | ------------------------------- | ---------------------------- | ------------------ |
| 1.                 | Team Visma \| Lease a Bike      | Niederlande                  | 89 h 29 min 39 s   |
| 2.                 | UAE Team Emirates XRG           | Vereinigte Arabische Emirate | + 5 min 33 s       |
| 3.                 | Groupama-FDJ                    | Frankreich                   | + 13 min 24 s      |
| 4.                 | Arkéa-B&B Hotels                | Frankreich                   | + 14 min 24 s      |
| 5.                 | Decathlon AG2R La Mondiale Team | Frankreich                   | + 16 min 54 s      |
| 6.                 | Red Bull-BORA-hansgrohe         | Deutschland                  | + 20 min 53 s      |
| 7.                 | Ineos Grenadiers                | Vereinigtes Königreich       | + 23 min 59 s      |
| 8.                 | EF Education-EasyPost           | Vereinigte Staaten           | + 26 min 16 s      |
| 9.                 | Team TotalEnergies              | Frankreich                   | + 28 min 23 s      |
| 10.                | Team Picnic-PostNL              | Niederlande                  | + 28 min 37 s      |

## Ausgeschiedene Fahrer
- Eddie Dunbar (Team Jayco AlUla): wegen Handgelenksverletzung, die er sich beim Sturz auf der 7. Etappe zuzog, nicht gestartet[2]